# Пан-де-Кадис
Пан-де-Кадис (исп. Pan de Cádiz; дословно: Кадисский хлеб; также встречается название Кадисский туррон (исп.  turrón de Cádiz)) — десерт испанской кухни, происходящий из южно-испанского города Кадиса.
Десерт представляет собой «буханку» из запечённого марципана с начинкой из цукатов. По своему размеру, методу приготовления (выпекание, или, точнее, обжигание в печи) и внешнему виду напоминает обыкновенный русский пирог, или, с точки зрения испанцев, хлеб. На поверхность кадисского хлеба перед выпеканием нередко наносится какой-нибудь узор.
Считается, что в современном виде блюдо появилось в 1950-х годах в кадисской кондитерской «Вена», владельцем и шеф-поваром которой был некий Антонио Вальс Гарридо (Antonio Valls Garrido). Тем не менее, информация о марципановых «булочках» с цукатами, подававшихся в Кадисе, встречается в источниках с  XIX века, но они, вероятно, были меньшего размера. На сегодняшний день пан-де-Кадис является своеобразной визитной карточкой города и популярным блюдом местного рождественского стола.